# 넥슨지티
넥슨지티(NEXON GT)는 2004년에 설립된 게임하이가 전신 인 넥슨 소속의 온라인 게임 개발 및 배급사이다. 2022년 3월, 넷게임즈와 합병하였다.

## 연혁
2004.		게임하이 설립
2005. 04		온라인 FPS “서든어택” 넷마블 (CJ 인터넷) 퍼블리싱 계약 체결

2005. 05		데카론 오픈베타 서비스 시작

2005. 06		데카론 “ 이달의 우수게임” 선정 

2005. 08		서든어택 오픈베타 서비스 시작 

2005. 11		데카론 중국 China Joy 최우수 해외게임 대상 수상

2005. 11		데카론 중국 오픈베타 서비스 시작 (동시접속자 수 25만 명)
2006. 01		데카론 일본 오픈베타 서비스 시작

2006. 06		데카론 북미 수출 계약 체결

2006. 11		데카론 대만 수출 계약 체결

2006. 12	서든어택 대한민국 게임대상 최고 인기상 및 온라인 게임 우수상 수상
2007. 02		데카론 대만 상용화 서비스 시작 (동시동접자수 4만 3천 달성)

2007. 05		서든어택 동시동접자 수 25만 명 달성

2007. 07		서든어택 일본 오픈베타 서비스 시작

2007. 08		데카론 북미 상용화 서비스 시작

2007. 08 데카론 유럽 퍼블리싱 계약 체결

2007. 10		고고씽 NHN 한게임 퍼블리싱 계약 체결
2008. 01 	데카론 동시접속자 5만 명 달성 

2008. 01 	데카론 2008 대만 게임쇼 “Online RPG Award” 수상 

2008. 01	서든어택 동남아 (대만, 싱가포르, 말레이시아) 퍼블리싱 계약 체결 

2008. 04		데카론 동남아 3개국(필리핀, 싱가포르, 말레이시아) 퍼블리싱 계약 체결 

2008. 05		㈜대유베스퍼 합병 우회상장 

2008. 06		예당온라인㈜과 대만 합작법인 ‘넷파워’ 설립
2009. 01	메탈레이지 국내 오픈베타 서비스 시작

2009. 08		게임하이 글로벌 포털 ‘게임하이 닷컴’ 오픈

2009. 08		서든어택 북미 오픈베타 서비스 시작

2009. 10		글로벌 포털 ‘게임하이닷컴’ 오픈

2009. 12		메탈레이지 일본 공개 서비스 시작
2010. 05 	게임하이, 넥슨에 인수
2010 넥슨컴퍼니 합류
2011 ci변경, 서든어택 동시 접속자 26만 7천 달성
2013. 판교 사옥이전,서든어택 넥슨 단독서비스
2014. 넥스토릭(Nextoric) 합병 완료 사명변경
2015. 10. 황선영 본부장으로 승진
2016. 05 웰게임즈 인수

## 해외지사 현황
- 게임야로우

2007년 4월에 설립된 게임하이의 일본 지사로 자본금 4억 2,885만 엔, 종업원 수 60명(2009년 7월 현재)의 온라인 게임 서비스 회사다.
온라인 게임 포털 게임야로우를 운영하고 있다. 2007년 8월 서든어택 서비스를 시작으로 2007년 10월 데카론, 2008년 2월 삼국지 영걸전, 2008년 3월 노스테일, 2009년 1월 트랜스피, 2009년 12월 메탈레이지를 서비스하고 있으며, 2008년 10월 회원수 100만 명을 넘었다.
History

2009.12 메탈레이지 정식 서비스 개시

2009.01'트랜스피'정식 서비스 개시

2008.12 ‘서든어택’ 공식전국대회 'SACTL2008' 결승전개최

2008.12 '트랜스피' 공개 서비스 개시

2008.10 'RED BANANA' 회원수 100만명 돌파

2008.03 '삼국지영걸전' 정식 서비스 개시

2008.03 주식회사 쟈레코와의 온라인게임 사업포괄적제휴 건, '노스테일' 공동운영개시

2008.02 '삼국지영걸전' 공개 서비스 개시

2007.11 '서든어택' 전국대회 SACTL 개최

2007.10 ‘데카론’ 서비스 이관 및 ‘삼국지영걸전’ 일본 서비스 제공 발표

2007.08 '서든어택' 정식 서비스 개시

2007.04 ‘게임하이㈜ 일본법인 '게임야로우㈜' 일본법인설립
- 대만 넷파워

## 게임 목록

#### 제작한 게임
- 서든어택
- 서든어택 2
- 데카론
- 메탈레이지
- 타이탄폴 온라인
- 하운즈
- 몬몬몬
- 서든어택M 듀얼리그
- 판타지 워 택틱스 R

#### 배급한 게임
- 좀비온라인 (NNG랩 - 서비스 종료)
- 프로젝트D (아토믹 스튜디오 - 개발중)
- 카르카스온라인 (JCR – 국내 퍼블리싱 프리챌)